# Natixis
Natixis S.A., Euronext: KN, är ett franskt multinationellt investmentbolag som förvaltar ett kapital, per 31 december 2015, på €801 miljarder.
Bolaget bildades 2006 när bankerna Groupe Banque Populaire och Groupe Caisse d'Épargne beslutade att fusionera sina avdelningar Natexis Banque Populaire respektive IXIS med varandra. 2009 gick de båda bankerna ihop och bildade Groupe BPCE, som idag äger 70% av Natixis.
För 2015 hade de en omsättning på nästan €8,56 miljarder och en personalstyrka på omkring 16 000 anställda. Huvudkontoret ligger i Paris.